# تامبوفکا (باشقیرستان)
تامبوفکا (انگلیسی: Tambovka, Republic of Bashkortostan) یک شهرک در شهرستان داولکانوفسکی در استان باشقیرستان کشور روسیه است.